# John Barry
John Barry Prendergast (ur. 3 listopada 1933 w Yorku, zm. 30 stycznia 2011 w Nowym Jorku) – brytyjski kompozytor i dyrygent muzyki filmowej, pięciokrotny laureat Nagrody Akademii Filmowej (Oscara).
Znany jest przede wszystkim jako kompozytor muzyki do filmów Pożegnanie z Afryką (w 2005 roku ścieżka dźwiękowa znalazła się na 15. miejscu listy AFI’s 100 Years of Film Scores), Tańczący z wilkami, Lew w zimie, Elza z afrykańskiego buszu, Nocny kowboj oraz jako aranżer i współtwórca słynnego tematu muzycznego „James Bond Theme” oraz główny kompozytor filmów z serii o przygodach Jamesa Bonda (stworzył muzykę do 11 filmów).
W 1957 roku stworzył grupę pop-rock „The John Barry Seven”. Poza Johnem Barrym (wokal, trąbka) w skład zespołu wchodzili Mike Cox (saksofon tenorowy), Derek Myers (saksofon altowy), Ken Golder (perkusja), Fred Kirk (gitara basowa), Ken Richards (gitara elektryczna) oraz Keith Kelly (gitara rytmiczna). Grupa występowała w latach 1957–1965.
W 1999 został odznaczony Orderem Imperium Brytyjskiego. W 2005 roku otrzymał nagrodę BAFTA Fellowship za całokształt twórczości.
30 stycznia 2011 roku zmarł na zawał serca.

## Filmografia

### Lata 1960–1969
- Beat Girl (1960)
- Garaż śmierci (1960)
- The Cool Mikado (1962)
- The Amorous Prawn (1962)
- The L-Shaped Room (1962)
- Elizabeth Taylor in London (1963) – nominacja do nagrody Grammy za muzykę
- Man in the Middle (1963)
- Sophia Loren in Rome (1964)
- A Jolly Bad Fellow (1964)
- Séance on a Wet Afternoon (1964)
- Zulu (1964)
- Chłopiec na Rowerze (1965)
- Mister Moses (1965)
- Four in the Morning (1965)
- The Party’s Over (1965)
- Sposób na kobiety (1965)
- Król szczurów (1965)
- Teczka Ipcress (1965)
- Elza z afrykańskiego buszu (1966) – Oscary za muzykę i piosenkę, nominacja do nagrody Złoty Glob za piosenkę, nominacja do nagrody Grammy za muzykę
- Obława (1966)
- The Wrong Box (1966)
- The Quiller Memorandum (1966)
- Szepczące ściany (1967)
- Dutchman (1967)
- Boom! (1968)
- Petulia (1968)
- Pułapka (1968)
- Lew w zimie (1968) – Oscar i nagroda BAFTA im. Anthony’ego Asquitha, nominacja do nagrody Złoty Glob za muzykę
- Spotkanie (1969)
- Nocny kowboj (1969) – nagroda Grammy za najlepszy temat muzyczny

### Lata 1970–1979
- Monte Walsh (1970)
- Ostatnia dolina (1970)
- Błędny detektyw (1971)
- Prywatna wojna Murphy’ego (1971)
- Partnerzy (1971)
- Walkabout (1971)
- Maria, królowa Szkotów (1971) – nominacja do Oscara, nominacja do nagrody Złoty Glob za muzykę
- Przygody Alicji w Krainie Czarów (1972)
- Śledź mnie! (1972)
- Dom lalki (1973)
- Ziarnko tamaryszku (1974)
- Gołąb (1974) – nominacja do nagrody Złoty Glob za utwór „Sail the Summer Winds”
- Dzień szarańczy (1975)
- King Kong (1976)
- Powrót Robin Hooda (1976)
- Głębia (1977) – nominacja do nagrody Złoty Glob za utwór „Down Deep Inside”
- Pierwsza miłość (1977)
- Biały bizon (1977)
- Gra śmierci (1978)
- Betsy (1978)
- Starcrash (1978)
- Hannover Street (1979)
- Czarna dziura (1979)

### Lata 1980–1989
- Gdzieś w czasie (1980) – nominacja do nagrody Złoty Glob za muzykę
- Touched by Love (1980)
- Inside Moves (1980)
- Night Games (1980)
- Podnieść Titanica (1980)
- Legenda o samotnym jeźdźcu (1981)
- Żar Ciała (Body Heat) (1981)
- Frances (1982)
- Murder by Phone (1982)
- Opowieści Hammetta (1982)
- Złota foka (1983)
- Podniebna droga do Chin (1983)
- Cotton Club (1984) – nagroda Grammy za najlepsze wykonanie utworu jazzowego
- Do września (1984)
- Morderstwo Mike’a (1984)
- Zębate ostrze (1985)
- Pożegnanie z Afryką (1985) – Oscar i Złoty Glob za muzykę, nagroda Grammy za najlepszą kompozycję instrumentalną, nominacja do nagrody BAFTA za muzykę
- Kaczor Howard (1986)
- A Killing Affair (1986)
- Peggy Sue wyszła za mąż (1986)
- Złote dziecko – fragmenty zakończenia (1986)
- Płonące serce (1987)
- Maskarada (1988)

### Lata 1990–1999
- Tańczący z wilkami (1990) – Oscar, nominacja do nagrody Złoty Glob za muzykę, nagroda Grammy za najlepszą kompozycję instrumentalną, nominacja do nagrody BAFTA za muzykę
- Chaplin (1992) – nominacja do Oscara, nominacja do nagrody Złoty Glob za muzykę
- Rok komety (1992) – ścieżka odrzucona
- Rubin z Kairu (1992)
- Gra o życie (1993)
- Niemoralna propozycja (1993)
- Specjalista (1994)
- Płacz, ukochany kraju (1995)
- Przez Ocean Czasu. Nowy York 3D (1995)
- Szkarłatna litera (1995)
- Kochankowie sztormowego morza (1997)
- Kod Merkury (1998)
- Gra w serca (1998)
- Żegnaj, kochanku (1998) – ścieżka odrzucona

### Lata 2000–2009
- Enigma (2001)
- Iniemamocni (2004) – ścieżka odrzucona

## Filmy z serii o Jamesie Bondzie
- Doktor No (1962) – aranżacja „James Bond Theme” (autorem tematu i muzyki do filmu jest Monty Norman)
- Pozdrowienia z Rosji (1963) – nominacja do nagrody Złoty Glob za piosenkę
- Goldfinger (1964) – nominacja do nagrody Grammy za muzykę
- Operacja Piorun (1965)
- Żyje się tylko dwa razy (1967)
- W tajnej służbie Jej Królewskiej Mości (1969)
- Diamenty są wieczne (1971)
- Człowiek ze złotym pistoletem (1974)
- Moonraker (1979)
- Ośmiorniczka (1983)
- Zabójczy widok (1985) – nominacja do nagrody Złoty Glob za piosenkę
- W obliczu śmierci (1987)

## Filmy telewizyjne
- Elizabeth Taylor in London (1963) – nominacja do nagrody Grammy
- Sophia Loren in Rome (1964)
- The Glass Menagerie (1973)
- Love Among the Ruins (1975)
- Eleanor and Franklin (1976)
- Eleanor and Franklin: The White House Years (1977) – nominacja do nagrody Grammy
- The War Between the Tates (1977)
- Young Joe, the Forgotten Kennedy (1977)
- The Gathering (1977)
- The Corn is Green (1979)
- Willa (1979)
- Svengali (1983)

## Musicale
- Passion Flower Hotel (1965)
- Lolita, My Love (1971)
- Billy (1974)
- The Little Prince and the Aviator (1981)
- Brighton Rock (2004)

## Inne nagrania
- Stringbeat (1961)
- Americans (1975)
- The Beyondness of Things (1999)
- Eternal Echoes (2001)
- The Seasons

## Nagrody
- Nagroda Akademii Filmowej
  - Najlepsza muzyka: 1967:Elza z afrykańskiego buszu
  - 1986:Pożegnanie z Afryką
  - 1991:Tańczący z wilkami
  - Najlepsza muzyka oryginalna (nie w musicalu): 1969:Lew w zimie
  - Najlepsza piosenka: 1967:Elza z afrykańskiego buszu
- Złoty Glob Najlepsza muzyka: 1986:Pożegnanie z Afryką
- Nagroda BAFTA
  - Najlepsza muzyka: 1969:Lew w zimie
  - Całokształ twórczości: 2005
- Nagroda Grammy
  - Najlepszy temat instrumentalny: 1969:Nocny kowboj
  - Najlepsze wykonanie tematu jazzowego: 1984:Cotton Club
  - Najlepsza kompozycja instrumentalna: 1985:Pożegnanie z Afryką
  - Najlepsza instrumentalna kompozycja do filmu kinowego lub tv: 1992:Tańczący z wilkami
- Złota Malina Najgorsza muzyka: 1982:Legenda o samotnym jeźdźcu